# Anthony Brown (cestista)
Anthony LeJohn Brown (Bellflower, 10 ottobre 1992) è un cestista statunitense.

## Carriera
È stato selezionato dai Los Angeles Lakers al secondo giro del Draft NBA 2015 (34ª scelta assoluta).

## Statistiche

### College
| Anno       | Squadra           | PG  | PT  | MP   | TC%  | 3P%  | TL%  | RP  | AP  | PRP | SP  | PP   |
| ---------- | ----------------- | --- | --- | ---- | ---- | ---- | ---- | --- | --- | --- | --- | ---- |
| 2010-2011  | Stanford Cardinal | 30  | 11  | 23,9 | 41,7 | 35,3 | 70,9 | 3,2 | 0,8 | 0,5 | 0,2 | 8,7  |
| 2011-2012† | Stanford Cardinal | 37  | 21  | 23,9 | 39,6 | 35,0 | 62,5 | 4,0 | 1,0 | 0,6 | 0,1 | 8,1  |
| 2012-2013  | Stanford Cardinal | 4   | 2   | 17,5 | 20,0 | 33,3 | 100  | 2,3 | 0,3 | 0,3 | 0,3 | 3,0  |
| 2013-2014  | Stanford Cardinal | 36  | 35  | 33,5 | 47,5 | 45,3 | 78,5 | 5,0 | 2,1 | 0,9 | 0,1 | 12,3 |
| 2014-2015† | Stanford Cardinal | 37  | 36  | 35,7 | 43,1 | 44,1 | 79,5 | 6,9 | 2,5 | 0,8 | 0,2 | 14,8 |
| Carriera   | Carriera          | 144 | 105 | 29,2 | 42,8 | 40,3 | 75,1 | 4,8 | 1,6 | 0,7 | 0,2 | 10,8 |

### NBA

#### Regular Season
| Anno      | Squadra            | PG | PT | MP   | TC%  | 3P%  | TL%  | RP  | AP  | PRP | SP  | PP  |
| --------- | ------------------ | -- | -- | ---- | ---- | ---- | ---- | --- | --- | --- | --- | --- |
| 2015-2016 | L.A. Lakers        | 29 | 11 | 20,7 | 31,0 | 28,6 | 85,0 | 2,4 | 0,7 | 0,5 | 0,2 | 4,0 |
| 2016-2017 | N.O. Pelicans      | 9  | 0  | 15,9 | 34,1 | 25,0 | -    | 2,9 | 0,7 | 0,6 | 0,1 | 3,8 |
| 2016-2017 | Orlando Magic      | 2  | 0  | 8,0  | 44,4 | 33,3 | -    | 3,5 | 1,0 | 0,0 | 0,0 | 4,5 |
| 2017-2018 | Minnesota T'wolves | 1  | 0  | 4,0  | 100  | 100  | -    | 0,0 | 1,0 | 0,0 | 0,0 | 3,0 |
| Carriera  | Carriera           | 41 | 11 | 18,6 | 32,8 | 28,6 | 85,0 | 2,5 | 0,7 | 0,5 | 0,1 | 3,9 |

### G League
| Anno      | Squadra        | PG  | PT | MP   | TC%  | 3P%  | TL%  | RP  | AP  | PRP | SP  | PP   |
| --------- | -------------- | --- | -- | ---- | ---- | ---- | ---- | --- | --- | --- | --- | ---- |
| 2015-2016 | L.A. D-Fenders | 7   | 2  | 33,6 | 39,2 | 31,9 | 68,8 | 4,0 | 1,7 | 0,6 | 0,4 | 14,6 |
| 2016-2017 | Erie BayHawks  | 24  | 24 | 37,7 | 46,6 | 46,7 | 80,8 | 5,4 | 3,1 | 1,0 | 0,2 | 20,3 |
| 2017-2018 | Iowa Wolves    | 45  | 43 | 37,7 | 45,9 | 40,4 | 79,4 | 4,8 | 3,7 | 0,7 | 0,3 | 18,9 |
| 2018-2019 | Lakeland Magic | 27  | 16 | 29,0 | 41,3 | 34,4 | 81,1 | 5,4 | 2,3 | 0,9 | 0,6 | 12,9 |
| Carriera  | Carriera       | 103 | 85 | 35,1 | 44,6 | 39,6 | 79,7 | 5,0 | 3,1 | 0,8 | 0,4 | 17,4 |

### Eurocup
| Anno      | Squadra          | PG | PT | MP   | TC%  | 3P%  | TL%  | RP  | AP  | PRP | SP  | PP   |
| --------- | ---------------- | -- | -- | ---- | ---- | ---- | ---- | --- | --- | --- | --- | ---- |
| 2018-2019 | Partizan         | 2  | 0  | 8,9  | 0,0  | 0,0  | -    | 3,0 | 0,5 | 0,0 | 0,0 | 0,0  |
| 2019-2020 | Limoges CSP      | 6  | 5  | 24,4 | 47,5 | 42,9 | 100  | 3,2 | 1,2 | 0,5 | 0,0 | 8,2  |
| 2020-2021 | Metropolitans 92 | 18 | 17 | 30,4 | 45,8 | 46,9 | 88,0 | 4,7 | 2,3 | 0,6 | 0,4 | 13,6 |
| 2021-2022 | Bursaspor        | 6  | 0  | 22,6 | 38,2 | 25,0 | 66,7 | 3,0 | 2,2 | 0,7 | 0,2 | 6,3  |
| Carriera  | Carriera         | 32 | 22 | 26,5 | 44,3 | 42,5 | 84,4 | 4,0 | 2,0 | 0,6 | 0,3 | 10,3 |

## Palmarès

### Squadra
- Campione NIT (2012, 2015)

### Individuale
- All-Eurocup Second Team: 2

Metropolitans 92: 2020-2021
Türk Telekom: 2024-2025